# Reese Alexander
Reese Alexander (* 19. März 1968 in Toronto, Ontario) ist ein kanadischer Schauspieler und Stuntman. Er übernahm ab Mitte der 2000er Jahre verschiedene Episodenrollen in einer Vielzahl von kanadischen und US-amerikanischen Fernsehserien. Daneben konnte er sich als Filmschauspieler etablieren.

## Leben
Alexander wurde am 19. März 1968 in Toronto geboren. Er wuchs in den Stadt Belleville auf und erwarb einen Abschluss in Wirtschaftswissenschaften an der McMaster University. Anschließend zog er nach Vancouver. Ende der 1990er Jahre begann er als Fahrer für Fernseh- und Filmproduktionen zu arbeiten und rutschte über erste Nebenrollen und Stunts ins Schauspiel. Bei seinen Tätigkeiten als Stuntman half ihm seine Erfahrung aus über 15 Jahren Kampfkunst.
Sein Filmdebüt als Schauspieler gab Alexander 2003 im Fernsehfilm Under the Cover. 2010 übernahm er in insgesamt neun Episoden der Fernsehserie The Jim die Rolle des Adrian Ba. Von 2012 bis 2013 mimte er in zwölf Episoden der Fernsehserie Soldiers of the Apocalypse die Rolle des Jonas Eightball. 2019 stellte er in sechs Episoden der Fernsehserie Layne am Limit die Rolle des Principal Mugbee dar.
Er übernahm 2010 eine Nebenrolle als Doktor in Santa Pfotes großes Weihnachtsabenteuer und 2014 eine Nebenrolle in Extraterrestrial: Sie kommen nicht in Frieden. Im selben Jahr stellte er den Agenten Botwin in The Interview dar. Im Folgejahr war er in den Filmen Red Machine – Hunt or Be Hunted in der Rolle des Gerry Smith, Dead Rising: Watchtower in der Rolle des Shearson und Der Sturm – Life on the Line als Russell zu sehen. Außerdem hatte er eine Nebenrolle im Kinofilm Fifty Shades of Grey inne.

## Filmografie

### Schauspieler
- 2003: Under the Cover (Fernsehfilm)
- 2004: A Peek Inside (Fernsehfilm)
- 2005: Romeo! (Fernsehserie, Episode 2x12)
- 2005: Verlieben verboten (Confessions of a Sociopathic Social Climber) (Fernsehfilm)
- 2006: Da Vinci's City Hall (Fernsehserie, Episode 1x13)
- 2006: Cardboard Cutout (Kurzfilm)
- 2006: The Gutter Diaries
- 2007: China (Kurzfilm)
- 2007: Zero Hour
- 2007: Painkiller Jane (Fernsehserie, Episode 1x05)
- 2007: Blood Brothers: Reign of Terror
- 2007: Eureka – Die geheime Stadt (Eureka) (Fernsehserie, Episode 2x01)
- 2007: Postal
- 2007: Sex & Death: 1977 (Kurzfilm)
- 2007: Bionic Woman (Fernsehserie, Episode 1x04)
- 2007: The Wheel and the Wound (Kurzfilm)
- 2007: Stargate Atlantis (Fernsehserie, Episode 4x10)
- 2007: Blood Ties – Biss aufs Blut (Blood Ties) (Fernsehserie, Episode 2x10)
- 2008: The L Word – Wenn Frauen Frauen lieben (The L Word) (Fernsehserie, Episode 5x08)
- 2008: Smallville (Fernsehserie, Episode 7x14)
- 2008: Stargate: Continuum
- 2008: Donald Strachey: Ice Blues
- 2008: Far Cry
- 2008: Kill Switch
- 2008: Der Tag, an dem die Erde stillstand (The Day the Earth Stood Still)
- 2008: Desperate Hours: An Amber Alert (Fernsehfilm)
- 2009: Playing for Keeps (Fernsehfilm)
- 2009: Psych (Fernsehserie, Episode 3x12)
- 2009: Reaper – Ein teuflischer Job (Reaper) (Fernsehserie, Episode 2x01)
- 2009: Siegburg
- 2009: The Zero Sum
- 2009: Damage
- 2009: Hardwired
- 2009: Alice (Mini-Serie, 2 Episoden)
- 2009: Serum 1831 (Kurzfilm)
- 2009: Courage
- 2010: V – Die Besucher (V) (Fernsehserie, Episode 1x05)
- 2010: Life Unexpected – Plötzlich Familie (Life Unexpected) (Fernsehserie, Episode 2x05)
- 2010: The Jim (Fernsehserie, 9 Episoden)
- 2010: Familie wider Willen (A Family Thanksgiving) (Fernsehfilm)
- 2010: Santa Pfotes großes Weihnachtsabenteuer (The Search for Santa Paws)
- 2011: And Baby Will Fall (Fernsehfilm)
- 2011: Supernatural (Fernsehserie, Episode 6x15)
- 2011: Health Nutz (Fernsehserie, Episode 1x04)
- 2011: Schwerter des Königs – Zwei Welten (In the Name of the King 2: Two Worlds)
- 2011: R. L. Stine’s The Haunting Hour (Fernsehserie, Episode 2x08)
- 2012: Fairly Legal (Fernsehserie, Episode 2x04)
- 2012: Ein Hund namens Duke (Duke) (Fernsehfilm)
- 2012: Fringe – Grenzfälle des FBI () (Fernsehserie, Episode 4x21)
- 2012: Die Herzheilerin (Notes from the Heart Healer) (Fernsehfilm)
- 2012: Rags (Fernsehfilm)
- 2012: Continuum (Fernsehserie, Episode 1x09)
- 2012: Gregs Tagebuch 3 – Ich war’s nicht! (Diary of a Wimpy Kid: Dog Days)
- 2012: A Killer Among Us (Fernsehfilm)
- 2012: Grave Encounters 2
- 2012: Joey Dakota (Fernsehfilm)
- 2012–2013: Soldiers of the Apocalypse (Fernsehserie, 12 Episoden)
- 2013: The Marine 3: Homefront
- 2013: Re-Psycho (Kurzfilm)
- 2013: Double Barrel (Kurzfilm)
- 2013: Assault on Wall Street
- 2013: Color Blind (Kurzfilm)
- 2013: Horns – Für sie geht er durch die Hölle (Horns)
- 2013: Signed, Sealed, Delivered. (Fernsehfilm)
- 2013: Arrow (Fernsehserie, Episode 2x04)
- 2013: Christmas Bounty (Fernsehfilm)
- 2013: No Clue
- 2013–2014: Spooksville (Fernsehserie, 3 Episoden)
- 2014: Sole Custody (Fernsehfilm)
- 2014: The Tomorrow People (Fernsehserie, Episode 1x13)
- 2014: Irregardless (Kurzfilm)
- 2014: The Grim Sleeper
- 2014: Once Upon a Time in Wonderland (Fernsehserie, Episode 1x12)
- 2014: The 100 (Fernsehserie, 2 Episoden)
- 2014: Extraterrestrial: Sie kommen nicht in Frieden (Extraterrestrial)
- 2014: Run for Your Life (Fernsehfilm)
- 2014: Recipe for Love (Fernsehfilm)
- 2014: See No Evil 2
- 2014: R. L. Stine’s The Haunting Hour (Fernsehserie, Episode 4x07)
- 2014: Grumpy Cat's Worst Christmas Ever (Fernsehfilm)
- 2014: The Interview
- 2014: Lead and Follow (Kurzfilm)
- 2014: The Flash (Fernsehserie, Episode 1x04)
- 2015: Strange Empire (Fernsehserie, Episode 1x10)
- 2015: Badge of Honor
- 2015: Fifty Shades of Grey
- 2015: Red Machine – Hunt or Be Hunted
- 2015: Dead Rising: Watchtower
- 2015: Die Spielzeugfabrik (Some Assembly Required) (Fernsehserie, Episode 2x12)
- 2015: Just the Way You Are (Fernsehfilm)
- 2015: Cedar Cove – Das Gesetz des Herzens (Cedar Cove) (Fernsehserie, Episode 3x01)
- 2015: Descendants – Die Nachkommen (Descendants) (Fernsehfilm)
- 2015: Detective McLean (Fernsehserie, 2 Episoden)
- 2015: Der Sturm – Life on the Line (Life on the Line)
- 2015: Jim Henson's Turkey Hollow (Fernsehfilm)
- 2016: I Dare You (Kurzfilm)
- 2016: Second Chance (Fernsehserie, Episode 1x02)
- 2016: My Daughter's Disgrace (Fernsehfilm)
- 2016: Motive (Fernsehserie, Episode 4x07)
- 2016: Secrets in the Attic (Fernsehfilm)
- 2017: Love at First Bark (Fernsehfilm)
- 2017: Big Fat Liar 2
- 2017: Max – Agent auf vier Pfoten (Max 2: White House Hero)
- 2017: The Arrangement  (Fernsehserie, 3 Episoden)
- 2017: All for Love (Fernsehfilm)
- 2017: Ein Cop und ein Halber: Eine neue Rekrutin (Cop and a Half: New Recruit)
- 2017: Killing Gunther
- 2017: Dirk Gentlys holistische Detektei (Dirk Gently’s Holistic Detective Agency) (Fernsehserie, Episode 2x04)
- 2017–2021: Riverdale (Fernsehserie, 3 Episoden)
- 2018: Taken – Die Zeit ist dein Feind (Taken) (Fernsehserie, Episode 2x01)
- 2018: The Flash (Fernsehserie, Episode 4x11)
- 2018: Odissea della Morte
- 2018: Marrying Mr. Darcy (Fernsehfilm)
- 2018: Colony (Fernsehserie, Episode 3x13)
- 2018: Sacred Lies (Fernsehserie, 2 Episoden)
- 2018: Freaks – Sie sehen aus wie wir (Freaks)
- 2018–2019: Chilling Adventures of Sabrina (Fernsehserie, 3 Episoden)
- 2019: Layne am Limit (Fast Layne) (Fernsehserie, 6 Episoden)
- 2019: Supergirl (Fernsehserie, 2 Episoden)
- 2019: Legends of Tomorrow (Fernsehserie, Episode 4x15)
- 2019: Killbird
- 2019: The InBetween (Fernsehserie, Episode 1x06)
- 2019: 53 Days: The Abduction of Mary Stauffer (Fernsehfilm)
- 2019: My Wife's Secret Life (Fernsehfilm)
- 2019: A Christmas Duet (Fernsehfilm)
- 2020: Nancy Drew (Fernsehserie, Episode 1x12)
- 2020: Not Your Average Bear (Kurzfilm)
- 2020: Alles Gute kommt von oben (Operation Christmas Drop)
- 2020: Cross Country Christmas (Fernsehfilm)
- 2020: The Stand – Das letzte Gefecht (Fernsehserie, Episode 1x02)
- 2021: Soccer Mom Madam (Fernsehfilm)
- 2021: Aurora Teagarden Mysteries (Fernsehserie, Episode 1x16)
- 2021: Van Helsing (Fernsehserie, 2 Episoden)
- 2021: Cradle Did Fall (Fernsehfilm)
- 2021: Gabby Duran und die Unbezähmbaren (Gabby Duran & the Unsittables) (Fernsehserie, Episode 2x06)
- 2021: Hannah Swensen Mysteries (Fernsehserie, Episode 1x01)
- 2021: Fishing for Love (Fernsehfilm)

### Stunts
- 2009: Rampage
- 2009: Scooby-Doo! Das Abenteuer beginnt (Scooby-Doo! The Mystery Begins) (Fernsehfilm)
- 2013: The Marine 3: Homefront
- 2016: Travelers – Die Reisenden (Travelers) (Fernsehserie, Episode 1x01)
- 2017: Power Rangers
- 2018: Predator – Upgrade (The Predator)
- 2018: The Man in the High Castle (Fernsehserie, Episode 3x04)
- 2020: Jeff Jackson (Fernsehserie, Episode 1x01)